# قاي أندريه
قاي أندريه هو سياسي كندي، ولد في 17 نوفمبر 1959 في مونتريال في كندا. حزبياً، نشط في الكتلة الكيبيكية. وقد انتخب عضو مجلس العموم الكندي عن دائرة Berthier—Maskinongé ‏ (28 يونيو 2004 – 2 مايو 2011).